# Подарунок на іменини (фільм)
«Подарунок на іменини» — український художній фільм 1991 року режисера Леоніда Осики, екранізація за творами Михайла Коцюбинського.

## Опис
Молода революціонерка зробила теракт. На неї чекає смертельний вирок. Поліційний наглядач (Лесь Сердюк) своєму синові на 11день народження дарує екзотичний подарунок — страту ув'язненої, а вирок виконуватиме хрещений хлопця Яким…

## Знімальна група
- Сценарій та постановка: Леонід Осика
- Оператор-постановник та оператор комбінованих зйомок: Валерій Башкатов
- Художник-постановник: Віталій Шавель
- Композитор: Володимир Губа
- Режисер: Віктор Маляревич
- Звукооператор: Богдан Міхневич
- Оператор: Віктор Атаманенко
- Художник по костюмах: Алла Сапанович
- Художник по гриму: Василь Гаркавий
- Монтаж: Марфа Пономаренко
- Редактор: Олександр Шевченко
- Директор фільму: Володимир Князєв

## В ролях
- Лесь Сердюк — Зайчик Карпо Петрович, поліційний наглядач
- Валентина Ільяшенко — Сусанна, дружина.
- Мишко Дементьєв — Доря, його 11-літній син
- Борислав Брондуков — Яким, хрещений Дорі, кат
- Дмитро Миргородський — генерал-губернатор
- Світлана Князєва — Ольга, революціонерка
- Ніна Ільїна — Марія, дружина Івана
- Олександр Ігнатуша — Іван, колишній підпільник
- Георгій Дрозд — Каленик, тюремник
- Микола Олійник — Семен, візник
- Володимир Костюк — Іван, тюремник

## Літературна та реальна основа
Фільм знятий за мотивами оповідань Михайла Коцюбинського — «В дорозі», «Persona grata» та одноіменного «Подарунок на іменини».
Основне оповідання «Подарунок на іменини» написаний у 1912 році на острові Капрі, коли письменник гостював у Максима Горького, і того ж року був надрукований в журналі «Літературно-научний вісник».

Події оповідань засновані на реальних подіях, а герої мали прототипів — дія відбувалася у 1906 році в місті Чернігів, автор особисто знав жандарма, і добре знав ката, який жив в будинку навпроти садиби Коцюбинських:
В Чернигові жив наглядач Григоренко, якого і я добре памятаю. Він колись навчався в гімназії, але ледь дотягнув до 4-го класу, був відрахований за неуспішність. З часом поступив на роботу у поліцію, де за тупість його прозвали «телям». Одного разу, як розказувала нам мама, в статбюро забіг схвильований Микола Вороний, який в той час працював там разом з моїми батьками і повідомив:
- Йду я по вулиці Шосейній, а назустріч мені — розгублений Григоренко. Привітались. І тут Григоренко почав росказувати про те, що він сьогодні по наказу поліцмейстра був присутній при повішані. Він взяв з собою свого малолітнього сина, і хлопець, вражений стратою і зрозумівши мерзену роль батька, втратив до нього будь-яку повагу. Відвернувся від нього і презирливо обізвав «оселедцем».

Всіх це дуже зхвилювало. Знали, що розправа здійснюється над невідомою жінкою, яка вчинила замах на губернатора Хвостова. Михайло Михайлович навіть ходив до Григоренка, цікавлячись подробицями. Згодом пережите і почуте переплавилося в одине з кращих оповідань Коцюбинського — «Подарунок на іменини».

## Знімальний процес
З слів режисера Леоніда Осики — такої легкої стрічки у нього ще не було, Міністерство культури дуже швидко затвердило сценарій:
Леонід нарікав, що немає хороших сучасних сценаріїв. Він згадав про одну новелу у Коцюбинського, попросив мене знайти її в бібліотеці: «Я колись, ще у ВДІКу прочитав це оповідання, і воно мені врізалося в пам'ять». Прочитав, каже: «Але це короткометражка, потрібно додати ще декілька», так виник «Подарунок на іменини» — з однойменної новели, «Persona grata» і «В дорозі». На подив, Держкіно дуже легко цю картину прийняло, йому дали вищу категорію. Фільм добре був прийнятий глядачами і критиками.
Зйомки велися в жовтні 1990 року, в основному в місті Кам'янець-Подільський, епізод страти — в Кам'янець-Подільській фортеці. Ряд сцен зняті в Києві: біля музею Стефаника — епізод підготовки до замаху, на території Києво-Печерської лаври — сцена замаху на генерал-губернатора. Епізоди в тюрмі — в Київській фортеці, а сцени в камері — в музеї «Косий капонір».

## Нагороди
У 1997 році режисер фільму Леонід Осика став лауреатом Державної премії імені Тараса Шевченка — за чотири фільми, в тому числі фільм «Подарунок на іменини».